# Baldassarre Peruzzi
 Der er for få eller ingen kildehenvisninger i denne artikel, hvilket er et problem. Du kan hjælpe ved at angive troværdige kilder til de påstande, som fremføres i artiklen.

Baldassarre Tommaso Peruzzi (født 7. marts 1481 nær Siena; død 6. januar 1536 i Rom) var en italiensk maler og arkitekt. 
Peruzzi arbejdede fra 1520 under Bramante og Rafael, og senere under Sangallo ved opførelsen af Peterskirken. Han vendte tilbage til Siena i 1527 efter Karl V's plyndring af Rom, og der blev han ansat som bystatens arkitekt, i hvilken egenskab han bl.a. anlagde nye fæstningsværker til sieneserne. Hen imod slutningen af sit liv flyttede Peruzzi igen til Rom, hvor han døde.
- Wikimedia Commons har flere filer relateret til Baldassarre Peruzzi

1. ↑  Navnet er anført på engelsk og stammer fra Wikidata hvor navnet endnu ikke findes på dansk.
2. ↑  Navnet er anført på engelsk og stammer fra Wikidata hvor navnet endnu ikke findes på dansk.